# Carezzano
Carezzano – miejscowość i gmina we Włoszech, w regionie Piemont, w prowincji Alessandria.
Według danych na styczeń 2010 gminę zamieszkiwało 439 osób przy gęstości zaludnienia 42,6 os./1 km².